# ترافيس روبنسون
ترافيس روبنسون (بالإنجليزية: Travis Robinson)‏ هو لاعب دوري الرغبي أسترالي، ولد في 13 يونيو 1987 في سيدني في أستراليا.